# Kenneth Sherman
Kenneth Sherman (ur. 6 października 1932 w Bostonie) – amerykański profesor nauk przyrodniczych w zakresie oceanografii, zoologii bezkręgowców i mikrobiologii morza, doktor honoris causa Akademii Rolniczej w Szczecinie

## Życiorys
Urodził się i wychował w Bostonie w stanie Massachusetts, gdzie jako chłopiec spędzał czas z ojcem na Boston Fish Pier, obserwując rybaków przywożących swój połów. Ukończył studia w 1954 na Uniwersytecie w Bostonie, uzyskując tytuł licencjata nauk biologicznych. W 1956 otrzymał dyplom dyplom magistra (Master of Science) na Uniwersytecie Rhode Island. Swoją wiedzę pogłębiał na kilku uniwersytetach amerykańskich w dziedzinie oceanografii, zoologii bezkręgowców i mikrobiologii morza. W 1978 otrzymał stopień doktora nauk przyrodniczych w  Morskim Instytucie Rybackim w Gdyni na podstawie rozprawy Rozmieszczenie gęstości występowania widłonogów na przybrzeżnym żerowisku śledzi. 
Tematyka badawcza Kennetha Shermana obejmuje mechanizmy rządzące ekosystemami morskimi. Opublikował ponad 150 prac, w tym 6 książek i atlasów, m.in. książkę Variability and Management of Large Marine Ecosystems.
Profesor Sherman odegrał ważną rolę w opracowaniu i wdrożeniu krajowego systematycznego badania fitoplanktonu, zooplanktonu i ichtioplanktonu. W 1984 wspólnie z profesorem Lewisem Alexandrem z University of Rhode Island Kenneth Sherman wpadł na pomysł „dużych ekosystemów morskich” (LME – Large Marine Ecosystems). Kenneth Sherman pracował w Waszyngtonie podczas administracji prezydenta Nixona, gdy utworzono NOAA (National Oceanic and Atmospheric Administration).
W 1989 Akademia Rolnicza w Szczecinie nadała mu tytuł doktora honoris causa, promotorem był profesor Idzi Drzycimski.
Ken Sherman przeszedł na emeryturę z NOAA Fisheries w 2019 po 60 latach służby. Prowadzi biuro w URI Graduate School of Oceanography. Przez wiele lat był tam profesorem nadzwyczajnym oceanografii i kontynuuje pracę nad dużymi ekosystemami morskimi.

## Wybrane publikacje[6]
- Toward ecosystem-based management of the world׳s large marine ecosystems during climate change. „Environm. Develop.” 2014, 11, s.43-66[7]
- Trends of the Large Marine Ecosystem assessment and management approach as reflected in the literature. „Ocean Coast. Manag.” 2018, 155(1), s.104-112 (wsp. Emma Kelley)[8]
- Towards sustainable development of Asian Large Marine Ecosystems. „Deep Sea Res. Part II Top. Stud. Ocean.” 2019, 163(1), s.1-5 (wsp. Betsy Peterson, Ario Damar, Tonny Wagey)[9]
- Sustainable development of African Large Marine Ecosystems: editors overview. „Environm. Develop.” 2020, 36(1): 100588 (wsp. Hashali Hamukuaya, Betsy Peterson)[10]

## Medale i wyróżnienia[1]
- Medal Profesora Kazimierza Demela (1997)
- Złoty Medal Departamentu Handlu (2005)
- Nagroda im. Oscara E. Sette'a (2006)
- WIN WIN Göthenburg Sustainability Award (2010)